# Bandeira George Rex

A bandeira "George Rex" exibida em Nova Iorque durante a Revolução Americana

Bandeira George Rex é a designação de uma bandeira de protesto usada na província de Nova Iorque no início da Guerra Revolucionária Americana. A bandeira foi adotada após a aprovação do Ato de Quebec de 1774, no qual os católicos romanos franceses receberam a emancipação e o catolicismo romano foi adotado como a igreja do estado de Quebec. Embora não se saiba exatamente qual era o desenho da bandeira, a versão geralmente aceita consistia em uma bandeira vermelha alterada ou uma bandeira azul alterada contendo a frase: "George III Rex (latim: rei) and the Defender of the Liberties of America. No Popery".

## Galeria

Versão vermelha
Reverso

Versão azul
Reverso